# Montepulciano d'Abruzzo
Montepulciano é uma uva tinta da família da Vitis vinifera, a partir da qual é fabricado o vinho Montepulciano d'Abruzzo. É a segunda uva tinta mais cultivada na Itália, após a Sangiovese.